# Karol Szymanowski

Muzeul "Karol Szymanowski" în vila "Atma" din Zakopane

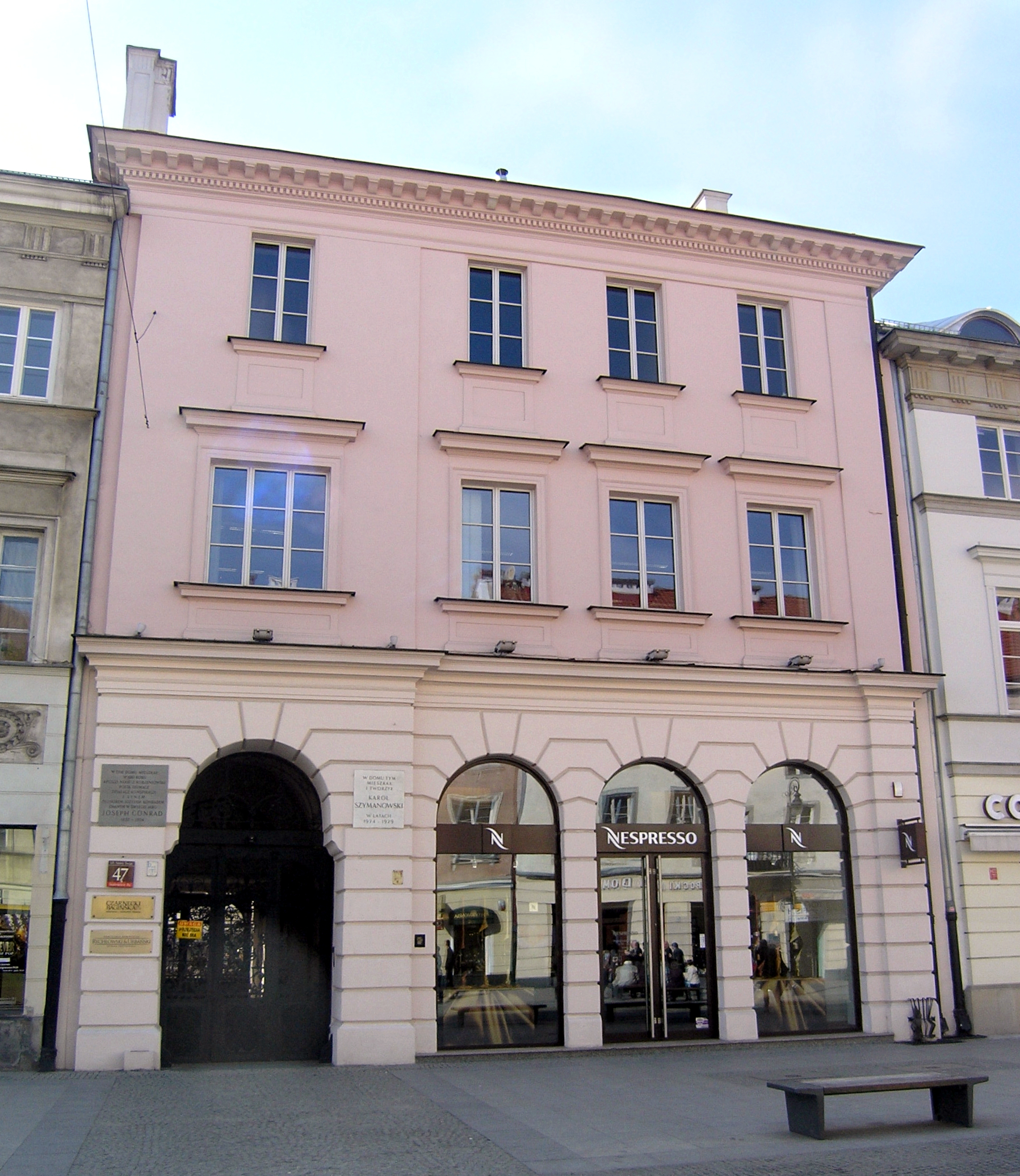
Locuința lui Szymanowski din Varșovia

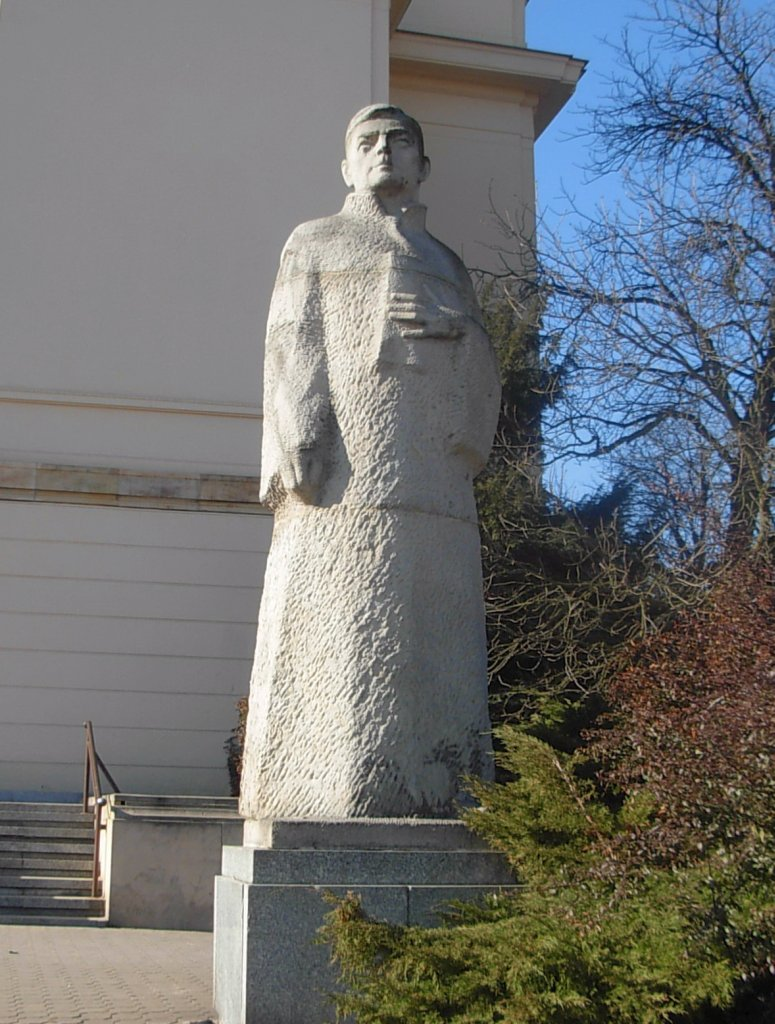
Statuia lui Karol Szymanowski din Bydgoszcz

Karol Maciej Szymanowski (n. 3 octombrie 1882, Tîmoșivka, gubernia Kiev⁠(d), Imperiul Rus – d. 29 martie 1937, Lausanne, cantonul Vaud, Elveția) a fost un compozitor, pianist, profesor și critic muzical polonez. A aparținut grupului de compozitori ai Tinerii Polonii, alături de Grzegorz Fitelberg, Lugomir Różycki și Apolinarym Szeluto. Este considerat a fi unul dintre cei mai mari compozitori polonezi, alături de Frédéric Chopin.

## Biografie
Szymanowski provine dintr-o familie poloneza stabilită în Ucraina de la Nipru încă din secolul al XVIII-lea. Satul Tymoszówka a fost moștenit de bunicul său, Feliks Szymanowski. Familia mamei (din casa de Taube) provenea din Kurlandia.
Membrii familiei din care provine compozitorul au arătat un interes deosebit față de muzică: bunicul cânta la pian și violoncel, fratele Feliks era pianist iar sora, Stanisława Szymanowska-Korvin, soprană.
La vârsta de 7 ani, Karol a început școlirea acasă, punând accentul pe muzică. Activitatea fizică i-a fost limitată datorită unui mic handicap la picior . Mai întâi a studiat sub îndrumarea tatălui său, urmând ca în anul 1892 să înceapă studiile cu Gustaw Neuhaus, profesor de muzică din orașul său. Gustaw Neuhaus a descoperit chemarea către compoziție a micului Szymanowski. În orașul Kirovohrad, Szymanowski s-a familiarizat cu opere muzicale aparținând romantismului, în special a celui german. Mai târziu a studiat în Varșovia cu profesorul Zygmunt Noskowski.
Între anii 1903 și 1905 a locuit în Berlin unde l-a cunoscut pe Richard Strauss, cel care a devenit maestrul său în anii care au urmat. Prima simfonie pe care a compus-o a fost inspirată din muzica acestuia. În 1914, după moartea Jadwigăi Janczewska, a părăsit Zakopane pentru a călători prin Europa. în Franța l-a întâlnit pe faimosul compozitor impresionist Claude Debussy și s-a familiarizat cu muzica lui. Perioada celei mai mari productivități creative a compozitorului a fost cea în care s-a inspirat din muzca lui Debussy.
În timpul războiului a stat în satul părintesc Tymoszówka, lucrând intensiv. A compus atunci, printre altele, Simfonia a 3-a, Concertul pentru vioara nr. 2 și Cvartetul de coarde nr. 1. În timpul Revoluției Bolșevice, familia Szymanowski și-a pierdut proprietățile pământești.
În 1920, Stefan Bartoszewicz, cumnatul lui Szymanowski, care lucra ca funcționar la Ministerul Comerțului din Varșovia, a cumpărat pentru familia Szymanowski o vilă abandonată în orașul Bydgoszcz de germani (în urma unei emigrări în masă, după decizia Tratatului de la Versailles cu privire la recunoașterea independenței Pomeraniei poloneze și a Voievodatului Polonia Mare). Între 1921 și 1924, a locuit în acea casă (situată pe strada Koziteluskin, Nr. 5 din cartierul Bielawy) împreună cu mama sa, Anna Szymanowska, cu sora, Stanisława, și cu fratele său Feliks. Atunci a început o nouă perioadă a creației sale. A compus, printre altele, cântece pentru ciclul de poezii al lui Julian Tuwim sub numele „Słopiewnie”, scriind și eseuri despre Igor Strawinski și Frédéric Chopin. La jumătatea anilor `20, familia s-a mutat în Varșovia, unde Karol a avut primele mari succese artistice și ulterior a devenit primul rector al Conservatorului din Varșovia.
Szymanowski era homosexual. Opera Król Roger (1918-1924) este una dintre lucrările sale care conțin motive homoerotice. Printre acestea se numără și poezii.
A abordat în mod direct tematica homosexualității în nuvela Efebos (scrisă între 1917 și 1919) pe care i-a dedicat-o iubitului său, Boris Kochno, dansator în vârstă de 15 ani, care provenea dintr-o familie de nobili ruși. După plecarea sa la Paris, Boris urma să fie implicat în relații amoroase cu Sergei Diaghilev și Cole Potter.
Nuvela a ars în septembrie 1939, în locuința vărului compozitorulu, Jarosław Iwaszkiewicz, care a făcut un rezumat detaliat al operei. Totuși, un capitol, dedicat chiar lui Kochno (tradus in limba rusă de însuși Szymanowski), a fost salvat. Acest fragment a fost publicat în Germania . Pentru lucrările literare din anii `30 a primit medalia de aur a Academiei Poloneze de Literatură.
În anul 1930, suferind de tuberculoză, Szymanowski s-a stabilit permanent in „Vila Atma” din Zakopane (în prezent parte a Muzeului National din Cracovia). Cât timp a locuit aici, a condus Academia de Muzică din Varșovia (1930-1922) și a frecventat un sanatoriu din Elveția pentru tratamente. Deoarece sistemul digestiv al compozitorului a fost afectat de tuberculoză, acesta nu putea să mănânce nimic. A murit în somn, în clinica „du Signal” din Lausanne, Elveția.
Pentru creațiile muzicale de o importanță deosebită în cultura poloneză și cea universală, pe 2 aprilie 1937, președintele Ignacy Mościcki i-a oferit post-mortem lui Karol Szymanowski Marele Cordon al Ordinului Polonia Restituta.
A fost îngropat în Cripta Zasłużonych na Skałce din Cracovia. Inima lui a ars pe 6 august 1944 în timpul Revoltei din Varșovia, împreuna cu Capela Sióstr Sercanek din Biserica Sf. Cruce.
Cu ocazia aniversării a 125 de ani de la nașterea compozitorului și a 70 de ani de la moartea acestuia, pe 16 noiembrie 2006, Seimul Poloniei a ales anul 2007 ca fiind anul lui Karol Szymanowski.
În ultimii ani s-a produs o reînviere a operelor compozitorului. Cel care a făcut posibil acest lucru este dirijorul Sir Simon Rattle, care a înregistrat cu a sa “City of Birmingham Orchestra”, pentru concernul EMI, patru albume monografice (printre care unul dublu) conținând: Simfonia a 3-a, Stabat Mater, Litania do Marii Panny, Pieśni księżniczki z baśni (Cântecele prințesei din basme; cu Iwona Sobotka) precum și două concerte de vioară. Aceste înregistrai au primit două premii prestigioase Grammophon Awards. În discografia dirijorului se gasesc de asemenea Harnasie, Król Roger, Pieśni miłosne Hafiza (cu Magdalena Kozena), și de asemenea a 4-a Simfonie Concertantă.

## Opere
În prima fază a creației sale, Szymanowski a fost influențat în mod clar de curentul romantic, urmărind tehnica lui Richard Strauss, și a ilustrului compozitor Chopin. Începând cu 1914, s-a predat influenței impresionismului, devenind unul dintre cei mai importanți reprezentanți ai modernismului.
Szymanowski a dobândit un stil muzical propriu, foarte liric, sprijinit pe o orchestrație bogată și inovatoare. Timpul petrecut in Zakopane i-a influențat creația muzicala, introducând în muzica sa motive folclorice poloneze, inclusiv din zonele Podhale și  Kurpie.

## Creația sa muzicală cuprinde 79 de lucrări
- Muzică vocală:
  - Cântece : 29
  - Muzică corală: 6
- Muzică instrumentală:
  - Simfonii: 4
  - Concerte: 2
  - Muzică de cameră: 11
  - Alte forme orchestrale: 5
  - Opere: 2
  - Operete: 1
  - Balet: 2
  - Lucrări pentru pian: 17

## Transcripții importante ale lucrărilor lui Szymanowski
- Grzegorz Fitelberg:
  - Pentru orchestră simfonică: Etiuda b-moll op. 4 nr 3, Nokturn i tarantella op. 28, Pieśń Roksany z opery Król Roger (op. 46), Cztery tańce polskie
  - Pentru voce și orchestră simfonică:  Trzy fragmenty z poematów Kasprowicza op. 5, pieśni op. 13 nr 2 i 4, nr 6 z Pieśni miłosnych Hafiza op. 24, Pieśni kurpiowskie op. 58 nr 1, 3, 5, 7, 9.
- Paweł Kochański:
  - Pieśń Roksany z op. Król Roger, transcripție pentru vioară și pian (1926)
  - Taniec z "Harnasiów" pentru vioară și pian, transcripția lui Kochański și Szymanowski (1931)
  - Pieśń kurpiowska z op. 58 nr 9, transcripție pentru vioara și pian a lui Kochański și Szymanowski (1931)
- Roman Padlewski: studiul a 4 cântece din op. 58 pentru vioară și pian (Suita kurpiowska, 1942)